# Aucamville (Haute-Garonne)
Aucamville is een gemeente in het Franse departement Haute-Garonne (regio Occitanie). De plaats maakt deel uit van het arrondissement Toulouse. Aucamville telde op 1 januari 2022 9.578 inwoners.

## Geografie
De oppervlakte van Aucamville bedroeg op 1 januari 2022 3,96 vierkante kilometer; de bevolkingsdichtheid was toen 2.418,7 inwoners per km².

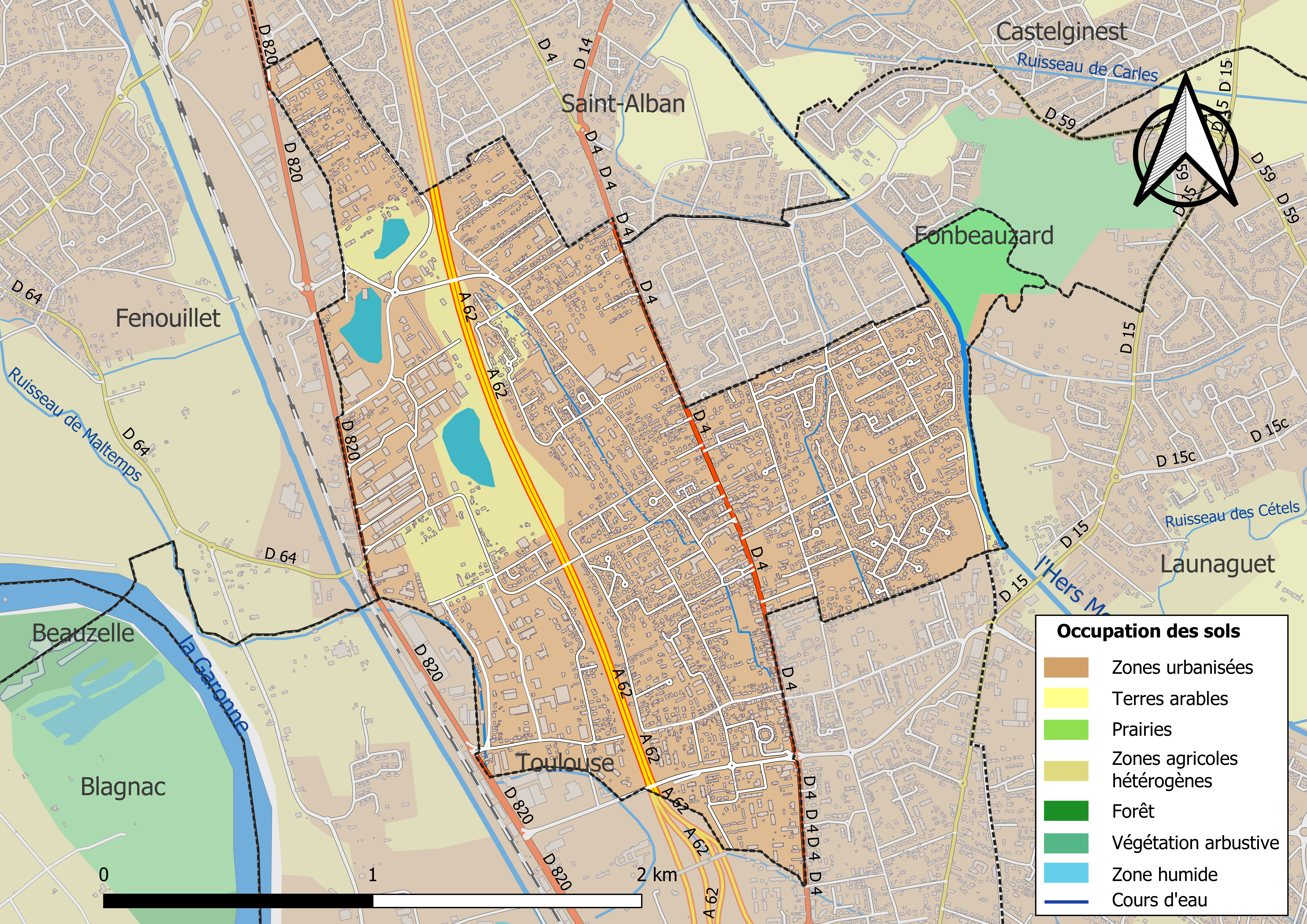
Kaart van de gemeente met belangrijkste infrastructuur, bodemgebruik en omliggende gemeenten

## Verkeer en vervoer
In de gemeente ligt spoorwegstation Lacourtensourt.

## Demografie
Onderstaande figuur toont het verloop van het inwonertal (bron: INSEE-tellingen).